# Università Wesleyana dell'Ohio
L'Università Wesleyana dell'Ohio (Ohio Wesleyan University), situata a Delaware (Ohio), è una delle maggiori università della Ohio Five League ed è riconosciuta come una delle più prestigiose istituzioni nel Stati Uniti.
È la quarta più antica istituzione dell'educazione superiore degli USA.
Fu fondata come Wesleyan College nel 1844.
Sebbene originariamente fosse un'istituzione metodista, l'università oggi non è più confessionale e non richiede alcuna dichiarazione religiosa ai suoi allievi.